# Supercoppa francese 2023 (pallavolo femminile)
La Supercoppa francese 2023, 7ª edizione della Supercoppa nazionale di pallavolo femminile, si è svolta il 13 ottobre 2023: al torneo hanno partecipato due squadre di club francesi e la vittoria finale è andata per la prima volta al Volero Le Cannet.

## Formula
La formula ha previsto una gara unica.

## Squadre partecipanti
| Squadra          | Qualificazione                      |
| ---------------- | ----------------------------------- |
| Béziers          | Vincitrice Coppa di Francia 2022-23 |
| Volero Le Cannet | Vincitrice Ligue A 2022-23          |

## Torneo
| 13 ottobre 2023 Salle Robert Grenon, Tours Durata: 1h:22 - Spettatori: 856 | Volero Le Cannet | 3 - 0 | Béziers | 25-14, 25-17, 25-17 |